# Referèndum constitucional del Kirguizstan de 2007
El 21 d'octubre de 2007 es va dur a terme un referèndum constitucional al Kirguizstan, després de la crisi constitucional provocada pel canvi forçós de govern després de la Revolució de les Tulipes, en 2005, i després que les modificacions realitzades pel nou President, Kurmanbek Bakiev, fossin invalidades pel Tribunal Constitucional del país el 14 de setembre de 2007. Als votants se'ls va preguntar si acceptaven els canvis constitucionals i tenir una nova llei electoral. Tots dos van ser aprovats amb més del 95% dels vots. Després de la victòria del "Sí", Bakíev va avançar les eleccions parlamentàries a desembre d'aquest mateix any.

## Context
Com a conseqüència de la invalidació de les esmenes constitucionals aprovades després de la Revolució de les Tulipes, el President Kurmanbek Bakiev va convocar a referèndum el 19 d'octubre de 2007. La nova constitució preveia un Consell Suprem amb 90 diputats, fins llavors 75 eren triats per representació proporcional mentre que els membres dels partits polítics declarats il·legals perdrien els seus escons. El president tindria poder per a nomenar o destituir el govern, als funcionaris, al Consell de Seguretat Nacional, jutges, fiscals, directors del Banc Nacional i membres de la Comissió Electoral, però no per a dissoldre el Consell Suprem. La nova llei electoral establiria un llindar electoral nacional de 5% per als partits polítics, establiria una quota de gènere del 30% i requeriria que almenys el 15% dels candidats tinguessin menys de 35 anys i el 15% fossin de minories nacionals. Es va criticar que els canvis farien a molts dels polítics independents i partits més petits fossin eliminats del Consell Suprem.

## Observadors internacionals
Segons observadors de l'Organització per a la Seguretat i la Cooperació a Europa (OSCE), va haver-hi informes de nombroses irregularitats, obstrucció dels observadors i manipulació i alteració d'urnes; També va assegurar que la consciència popular del que estava en joc en aquest referèndum era baixa i va posar en dubte l'elevada taxa de participació. L'ambaixada dels Estats Units també es va mostrar preocupada i va dir que el procés electoral no va aconseguir els estàndards internacionals.

## Resultats

### Esmenes constitucionals
| Elecció                | Vots      | %         |
| ---------------------- | --------- | --------- |
| A Favor                | 2.078.748 | 94.39     |
| En contra              | 99.336    | 4.56      |
| Vots nuls              | 22.950    | 1.05      |
| Total                  | 2.201.034 | 100       |
| Registrats             |           | 2,700,902 |
| Font: Direct Democracy |           |           |

### Nova Llei Electoral
| Elecció                | Vots       | %         |
| ---------------------- | ---------- | --------- |
| A Favor                | 2.077.0308 | 94.31     |
| En contra              | 100.978    | 4.67      |
| Vots nuls              | 22.577     | 1.02      |
| Total                  | 2.200.585  | 100       |
| Registrats             |            | 2,700,902 |
| Font: Direct Democracy |            |           |